# Shawn Stockman

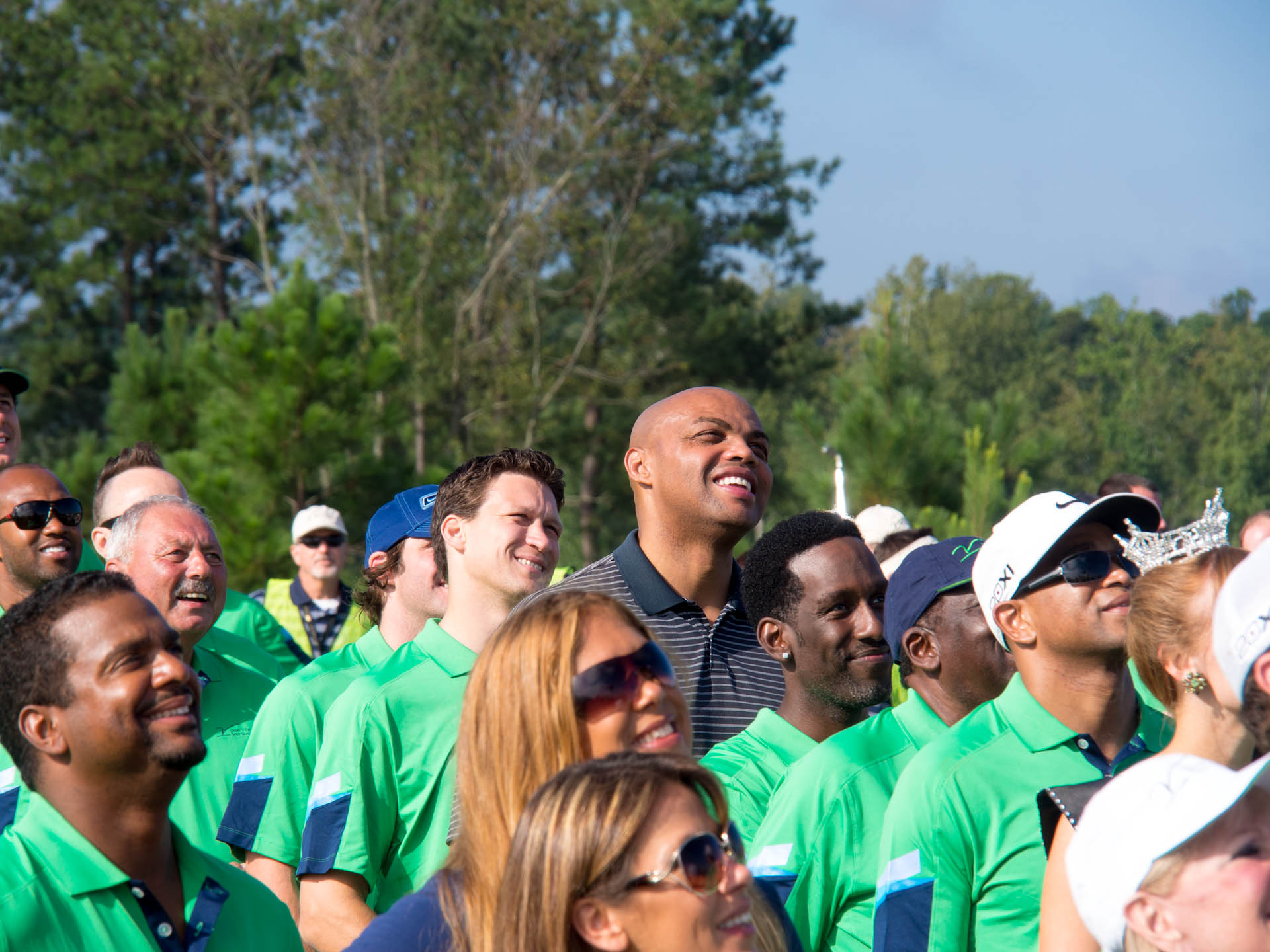
Foto de multitud de gente

Shawn Patrick Stockman (nacido el 26 de septiembre de 1972 en Filadelfia, Pensilvania) es un cantante afroamericano de R&B, miembro del popular grupo Boyz II Men.
Stockman grabó un álbum en solitario a finales de los 90, pero el LP nunca fue publicado. Ha escrito las canciones "Forever", "Hot Thing" y "Let It Go"; está última para la película de Disney Seventeen Again.
- Datos: Q1805178
- Multimedia: Shawn Stockman / Q1805178